# Upsilon Librae
Upsilon Librae (39 Librae) é uma estrela na direção da constelação de Libra. Possui uma ascensão reta de 15h 37m 01.46s e uma declinação de −28° 08′ 06.3″. Sua magnitude aparente é igual a 3.60. Considerando sua distância de 195 anos-luz em relação à Terra, sua magnitude absoluta é igual a −0.28. Pertence à classe espectral K3III.